# Aller Leisure
Aller Leisure er en dansk koncern med hovedsæde i København, der er en del af Aller. Koncernen blev etableret 1. oktober 2017 i forlængelse af, at Aller-koncernen besluttede at udskille dets rejsebureauaktiviteter i et selskab ejet af Aller Holding A/S.
Virksomheden har ca. 200 medarbejdere, og siden 2020 har Morten Krüger været adm. Direktør i selskabet.
Aller Leisure har siden sin etablering i 2017 opkøbt syv rejseselskaber der inkluderer:
- Gislev Rejser(opkøbt d. 2. juli - 2018)[1]
- Nyhavn Rejser (opkøbt d. 16. august - 2013)[2]
- Nyhavn Erhverv (opkøbt d. 16. august - 2013)[2]
- Kulturrejser Europa samt det svenske søsterselskab Kulturresor Europa (opkøbt d. 20. juni - 2014)[3]
- Nilles Rejser (opkøbt d. 5. december - 2018)[4]
- Stjernegaard Rejser (opkøbt d. 15. december - 2018)[5]
- ZEN Luxury Travels (opkøbt d. 14. november - 2019)[6]
- Aller Travel i Norge

Aller Leisures nettoomsætning i 17/18 var på 724 mio.kr.